# Автошлях Т 0439
Автошля́х Т 0439 — автомобільний шлях територіального значення у Дніпропетровській області. Пролягає територією Криничанського району через Кринички — Світлогірське. Загальна довжина — 4,2 км.

## Маршрут
Автошлях проходить через такі населені пункти:
| Автошлях Т 0439          |           |
| Дніпропетровська область |           |
| Криничанський район      |           |
| Кринички                 | Т 0430    |
| Світлогірське            | E50М30Н11 |